# Cédric Gervy
Pour les articles homonymes, voir Gervy (homonymie).
Cédric Gervy est un chanteur belge né le 12 juillet 1972 à Louvain. Ses titres les plus populaires sont probablement Playstation , Camille  et Georges est content .

## Biographie
Cédric Gervy a fait ses classes sur scène et sur disque au sein de plusieurs formations humoristiques, garage ou expérimentales (Tongue , Poor Little Things, Silentsaturn, ...). Grâce à cela, il a côtoyé une multitude de genres, d’ambiances et de styles de publics. D'ailleurs certaines des chansons humoristiques que Cédric joue toujours (Il Faut Savoir, Poisson d'Avril, Mir-Laine, ...) trouvent leur origine à cette période. Elles furent créées dans le groupuscule culte et synthé toc "KFI", un trio délirant de gaillards de moins de 20 ans à l'époque.
Fort de ces expériences diverses  il développe son propre projet à partir de 1994, de front avec ses groupes de l'époque, et fait d'entrée la première partie de Sttellla pour un concert dans sa région. Son activité en solo va progressivement devenir sa principale sur le plan musical. Il a développé une attitude de scène, entre théâtre et personnage rock déjanté, qui lui confère un statut “à part” dans la chanson francophone. A la croisée des chemins entre Daniel Hélin, Thomas Fersen, Renaud, Sttellla, ou Brel, Georges Brassens, Bruno Coppens, pour tout ce que ces influences peuvent apporter comme eau à son moulin, Cédric a construit son univers propre, entre absurde, comédie, jeux de mots, improvisation musicale. 
Il est révélé à un large public grâce à des passages à RTL-TVI et à la RTBF ainsi que divers articles dans des quotidiens tels que Vers l'avenir et fait la première partie de beaucoup d'artistes ou groupes musicaux connus ou reconnus (Jeronimo, les Gauff', Saule...) et d'humoristes (Virginie Hocq, François Pirette, Bruno Coppens, ...). Par ailleurs en vedette dans des lieux plus intimes, c'est alors déjà un habitué de plusieurs festivals, entre autres les Francofolies de Spa, le LaSemo et Wardinrock.
Sur le plan discographique, Cédric sort principalement Z’acoust’hits en 2004, L’Avenir Sera Beau en 2005 et Journée Bricolage en 2006. Dès ce moment, les chansons humoristiques se mêlent à d'autres plus engagées.
Tout en continuant à se présenter en solo, Cédric se lance en 2007 dans une formule groupe  : "Cedric (et les) Gervy" . Celui-ci est composé de Mr Chapeau  et RenRadio à la guitare électrique et de Tyler Von Durden à la batterie. Dans le courant de l'année 2009, ce dernier sera remplacé par The Robot.
Avec ce groupe, il sort dès 2007 un CD (Ca Fait Plaisir !?) et tourne beaucoup. Après avoir entre autres ouvert pour Pierre Perret et Raphaël, cette formation fait la première partie d'Olivia Ruiz sur la grande scène des Francofolies de Spa en été 2009. Le groupe travaille sur un album CD disponible dans le commerce - Vivement le prochain - mais le projet n'aboutira pas. En décembre 2009, le groupe se disloque. Le public aura néanmoins droit à un officiel concert d'adieux en mai 2010 et à trois reformations surprises pour des événements particuliers.
Depuis 2010, Cédric écume les scènes belges uniquement en solo, en partageant quelquefois l'affiche avec des personnalités de la chanson (Arno_(chanteur), Puggy, Grand_Jojo, Didier_Super, Sandra_Kim, GiedRé,  Mononc' Serge [ex-Colocs], ...) et de l'humour (Richard Ruben, André Lamy, ...). Un nouveau CD, Bonne année quand même, est sorti en mars 2010. Celui-ci ressort en 2011, dans une présentation plus "professionnelle" et flanqué d'inédits et de nouvelles versions. « Z’acoust’hits » a également droit à cet important relifting dans la même période.
L'année 2012 a été marquée par quelques concerts en dehors de la Belgique : à Paris, aux Francofolies de La Rochelle et de Montréal. Par ailleurs, pour la première fois de sa carrière, Cédric a eu l'occasion de jouer sur la plus grande scène du "village Francofou" lors des Francofolies de Spa.
En décembre 2013, Cédric Gervy a sorti un nouvel album studio intitulé J'aimerais trop, un album plus contrasté que les précédents et des chansons plus abouties
En 2014, Cédric Gervy relance son ancien groupe Tongue . Le groupe a déjà joué plusieurs concerts en 2014 à Namur et Rixensart (Belgique).
En 2015 Cédric Gervy a gagné un concours dans le cadre de l'émission "C'est presque sérieux" sur la chaîne de radio belge "La Première". 
Depuis il est chroniqueur régulier dans l'émission (un vendredi sur 2 en moyenne) et propose des chansons inédites sur l'actualité.
Juin 2016 Cédric Gervy sort un nouvel album issu de l'émission de radio précédemment cité.
En 2020 Cédric Gervy étend ses activités d'auteurs en publiant un premier livre "Duplicata"